# Селекционное (Костанайская область)
Селекционное (каз. Селекционное) — упразднённое село в Карабалыкском районе Костанайской области Казахстана.Входило в состав Костанайского сельского округа. Ликвидировано в 2000-е года.

## Население
В 1999 году население села составляло 40 человек (19 мужчин и 21 женщина).